# NGC 7283
NGC 7283 is een spiraalvormig sterrenstelsel in het sterrenbeeld Pegasus. Het hemelobject werd op 7 augustus 1864 ontdekt door de Duitse astronoom Albert Marth.

## Synoniemen
- MCG 3-57-12
- ZWG 452.17
- NPM1G +17.0698
- PGC 68946